# Влайчовци
Влàйчовци е село в Северна България, община Габрово, област Габрово.

## География
Село Влайчовци се намира на около 9 km северозападно от центъра на областния град Габрово, 5 km североизточно от село Враниловци и 15 km югоизточно от Севлиево. Разположено е в югозападната част на платото Стражата. Надморската височина в центъра на селото е около 650 m, в северозападния му край нараства до около 670 m, а в североизточния намалява до около 585 m.
През Влайчовци минава общински път, който на северозапад води до село Здравковец, а на югоизток се свързва с третокласния републикански път III-4403, водещ от град Габрово на север през селата Рязковци, Седянковци, Ветрово, Читаковци, Шипчените, Сейковци и Кози рог и свързващ се югоизточно от село Ловнидол с третокласния републикански път III-4041.

## История
През 1995 г. дотогавашното населено място колиби Влайчовци придобива статута на село.

## Население
Населението на село Влайчовци наброява 251 души при преброяването към 1934 г., намалява постепенно до 63 към 1985 г. и към 2019 г. наброява (по текущата демографска статистика за населението) 19 души.
Преброяване на населението през 2011 г.
Численост и дял на етническите групи според преброяването на населението през 2011 г.:
|                     | Численост | Дял (в %) |
| Общо                | 32        | 100,00    |
| Българи             | 30        | 93,75     |
| Турци               | 0         | 0,00      |
| Цигани              | 0         | 0,00      |
| Други               | 0         | 0,00      |
| Не се самоопределят | 0         | 0,00      |
| Неотговорили        | 0         | 0,00      |